# كلاوس ديتريش
كلاوس ديتريش (بالألمانية: Klaus Dietrich)‏ (27 يونيو 1974 بالنمسا - ) هو لاعب كرة قدم نمساوي في مركز الدفاع. لعب مع أوستريا فيينا ودينامو دريسدن وغراتزر أي كاي وفيرست فيينا ولاسك لينتس ونادي أوستريا سالزبورغ ونادي ريد بل سالزبورغ ونادي فينر ونادي كارنتين ونادي ماغديبورغ ونادي هيبرنيان وSV Würmla ‏ ونادي درسدن ‏ وSV Stockerau ‏ وآيزنشتات ‏.

## وصلات خارجية
- كلاوس ديتريش على موقع قاعدة بيانات كرة القدم.إي يو (الإنجليزية)
- كلاوس ديتريش على موقع عالم كرة القدم.نت (الإنجليزية)